# Великокопанівська сільська територіальна громада
Великокопанівська сільська територіальна громада —  територіальна громада в Україні, в Херсонському районі Херсонської області. Адміністративний центр — село Великі Копані.
Площа громади — 112,85 км², населення — 7089 мешканців (2017).
Утворена 12 вересня 2016 року шляхом об'єднання Абрикосівської та Великокопанівської сільських рад Олешківського району.

## Населені пункти
До складу громади входять 2 села (Великі Копані, Добросілля) та 1 селище (Абрикосівка).